# Ayuntamiento de Pamplona

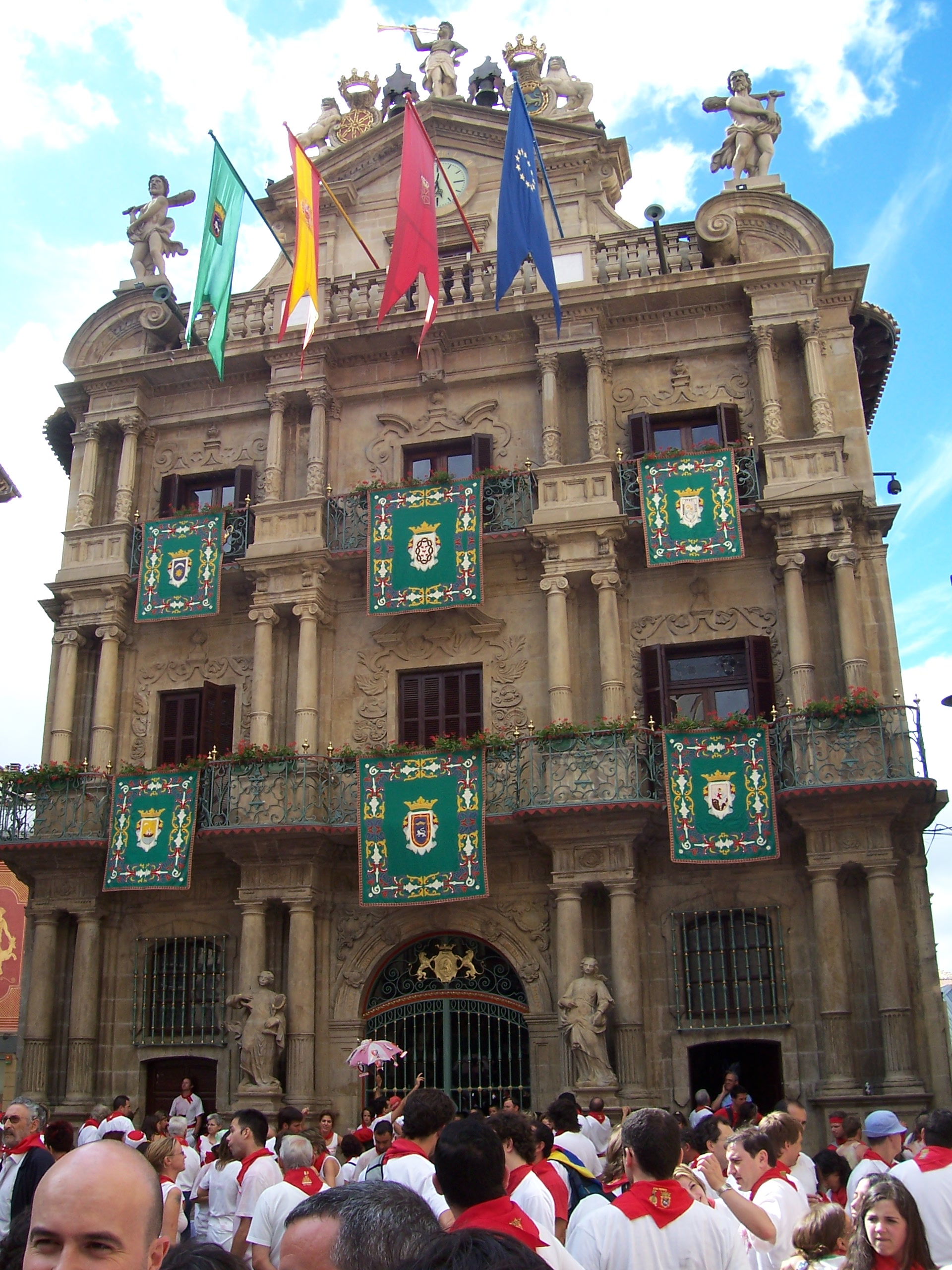
O Palacio Consistorial, sede do ayuntamiento, durante as Festas de São Firmino (Sanfermines)

O Ayuntamiento de Pamplona (em basco: Iruñeko Udala) é o órgão de governo municipal da capital da Comunidade foral de Navarra, Espanha. É presidido pelo alcaide de Pamplona, que desde 1979 é eleito democraticamente por sufrágio universal. Desde 2015 (e até 2019), quem exerce esse cargo é Joseba Asirón, da EH-Bildu.
A sede situa-se na Plaza Consistorial,[a] no Casco Antiguo (centro histórico da cidade). É de lá que ao meio-dia dos dias 6 de julho é lançado o chupinazo, o foguete que assinala o começo dos Sanfermines, as festas em honra de São Firmino de Amiens, um dos padroeiros de Navarra e padroeiro da diocese de Pamplona.

## O edifício da sede

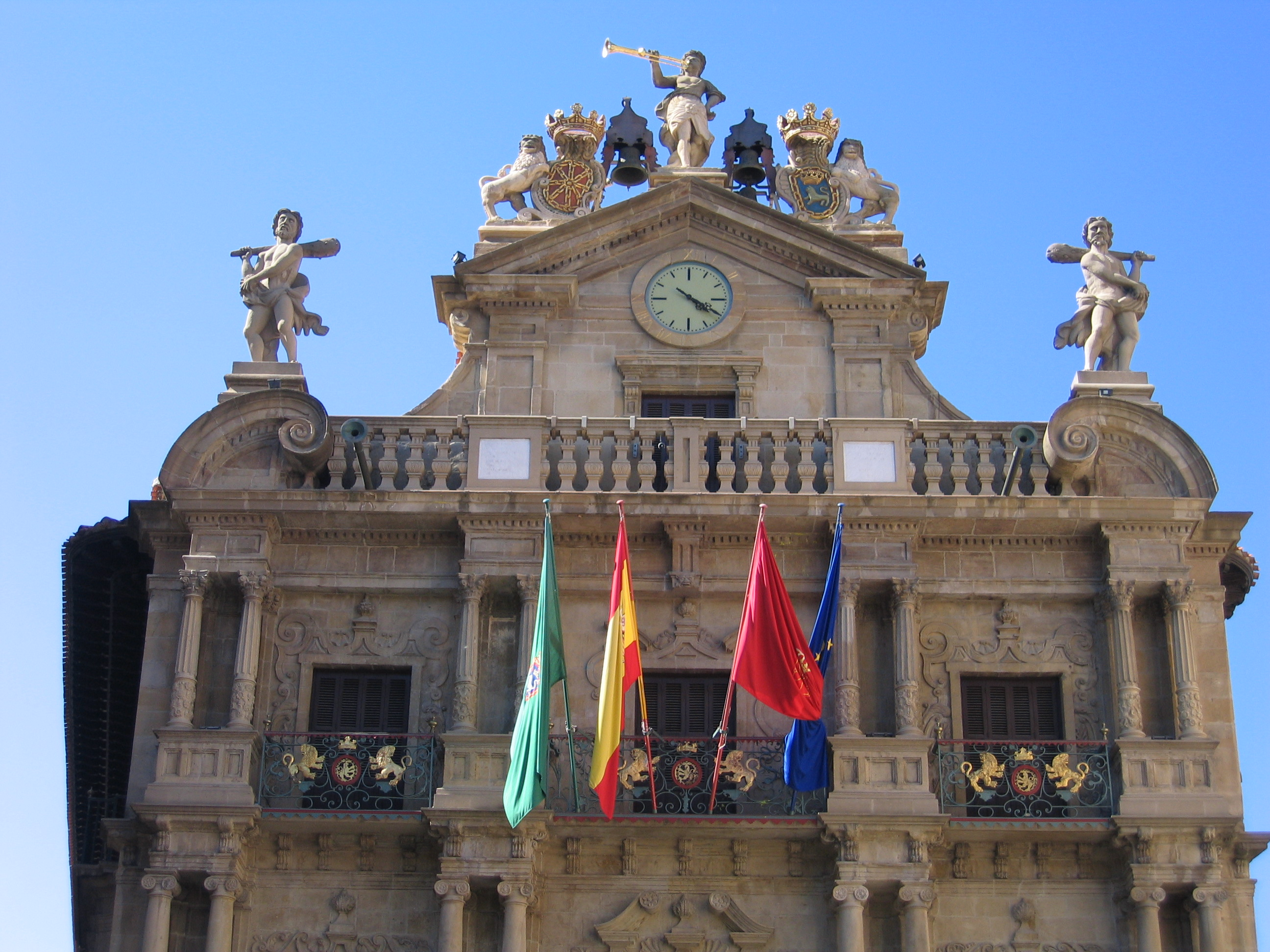
Topo da fachada da Casa Consistorial, a sede do ayuntamiento.

A localização da sede foi uma das disposições do Privilégio da União, a carta foral do município outorgada em 1423 pelo rei de Navarra Carlos III. Esse tratado uniu no mesmo município os três burgos autónomos e conflituantes que se dividia a cidade até então. A fim de evitar mais uma causa de conflitos, a sede do novo município foi edificada num lugar sem construções, equidistante dos distintos burgos.
Na mesma localização sucederam-se vários edifícios. Em 1753 o edifício primitivo foi derrubado para começar a ser construído um novo, da autoria do arquiteto Juan Miguel Goyeneta, à exceção da fachada, em estilo rococó, da autoria de José Zay y Lorda e realizada em 1755. A parte alta da fachada foi modificada um ano depois por Juan Lorenzo Catalán. A fachada, com alguns detalhes ao gosto barroco, como as varandas de ferro e as esculturas alusivas à Prudência, à Justiça, Hércules e à Fama, é única parte que resta da construção do século XVIII. O interior do edifício foi completamente demolido para ser reconstruído em 1951, sob a direção de José Yárnoz Orcoyen, tendo desaparecido uma esplêndida escadaria barroca de José Mazal.

## Governo municipal

Bandeira de Pamplona

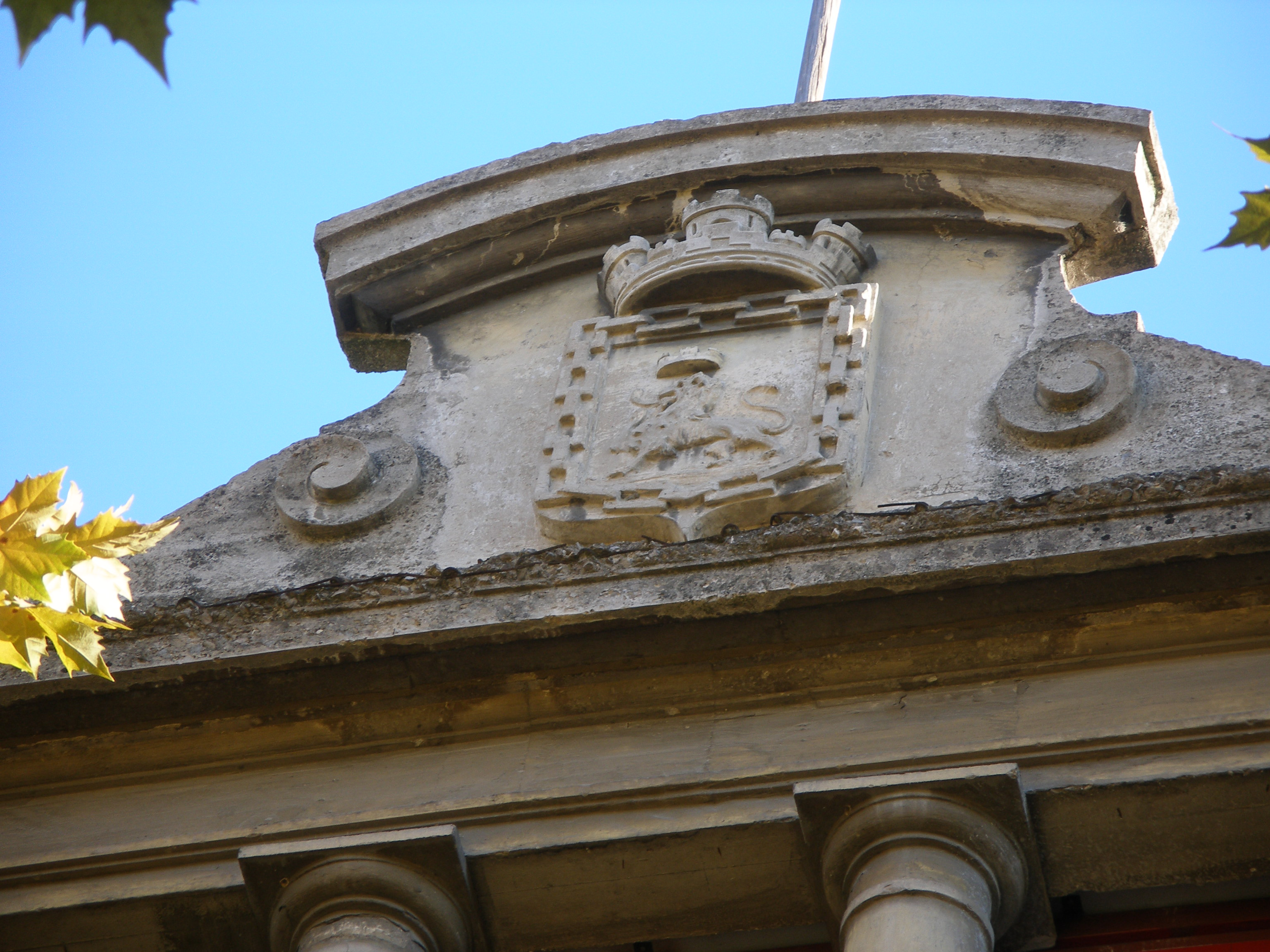
O escudo de Pamplona usado durante a Segunda República Espanhola, na Praça de Touros.

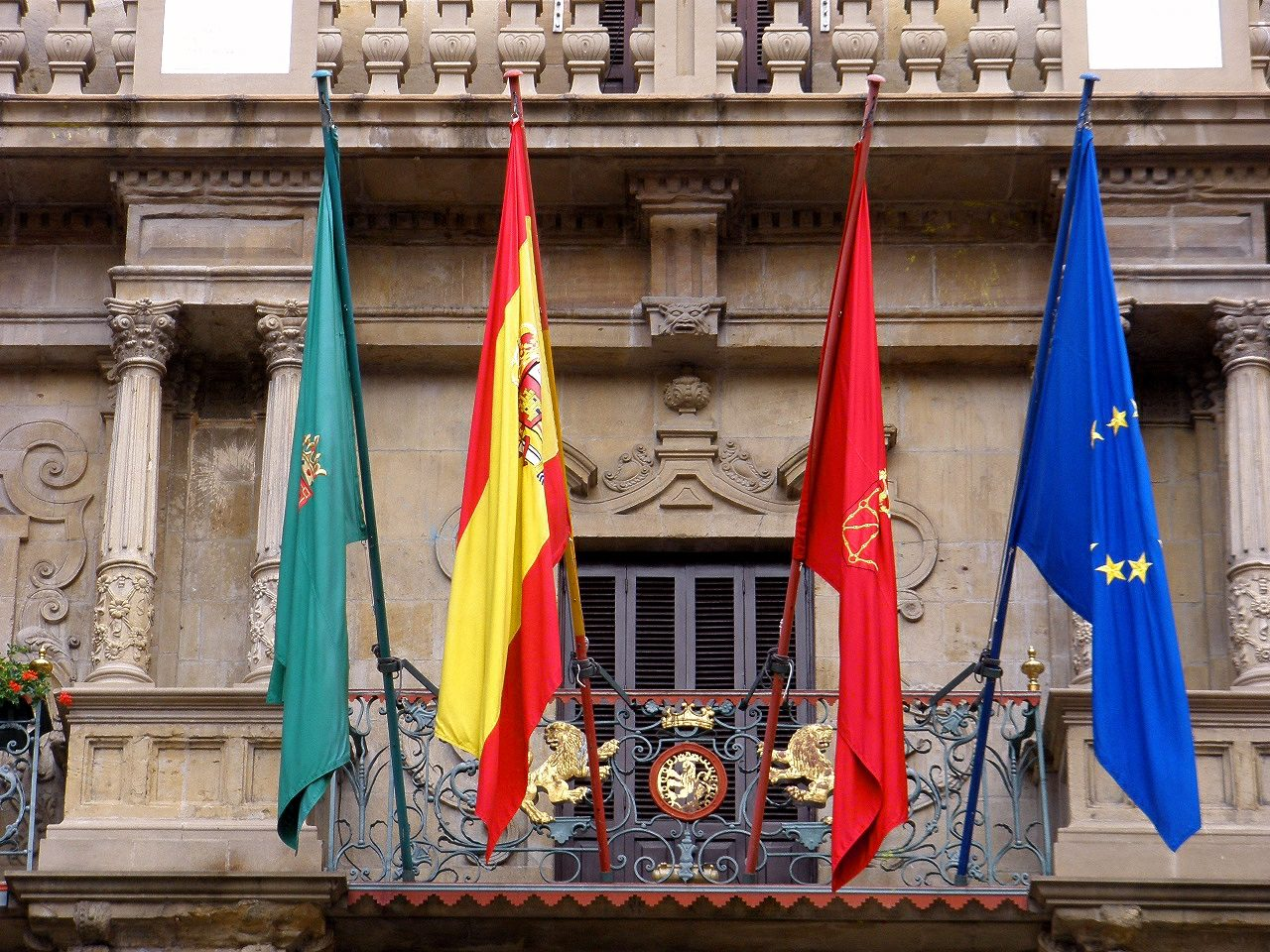
Varanda da Casa Consistorial com as bandeiras (da esquerda para a direita) de Pamplona, de Espanha, de Navarra e da União Europeia.

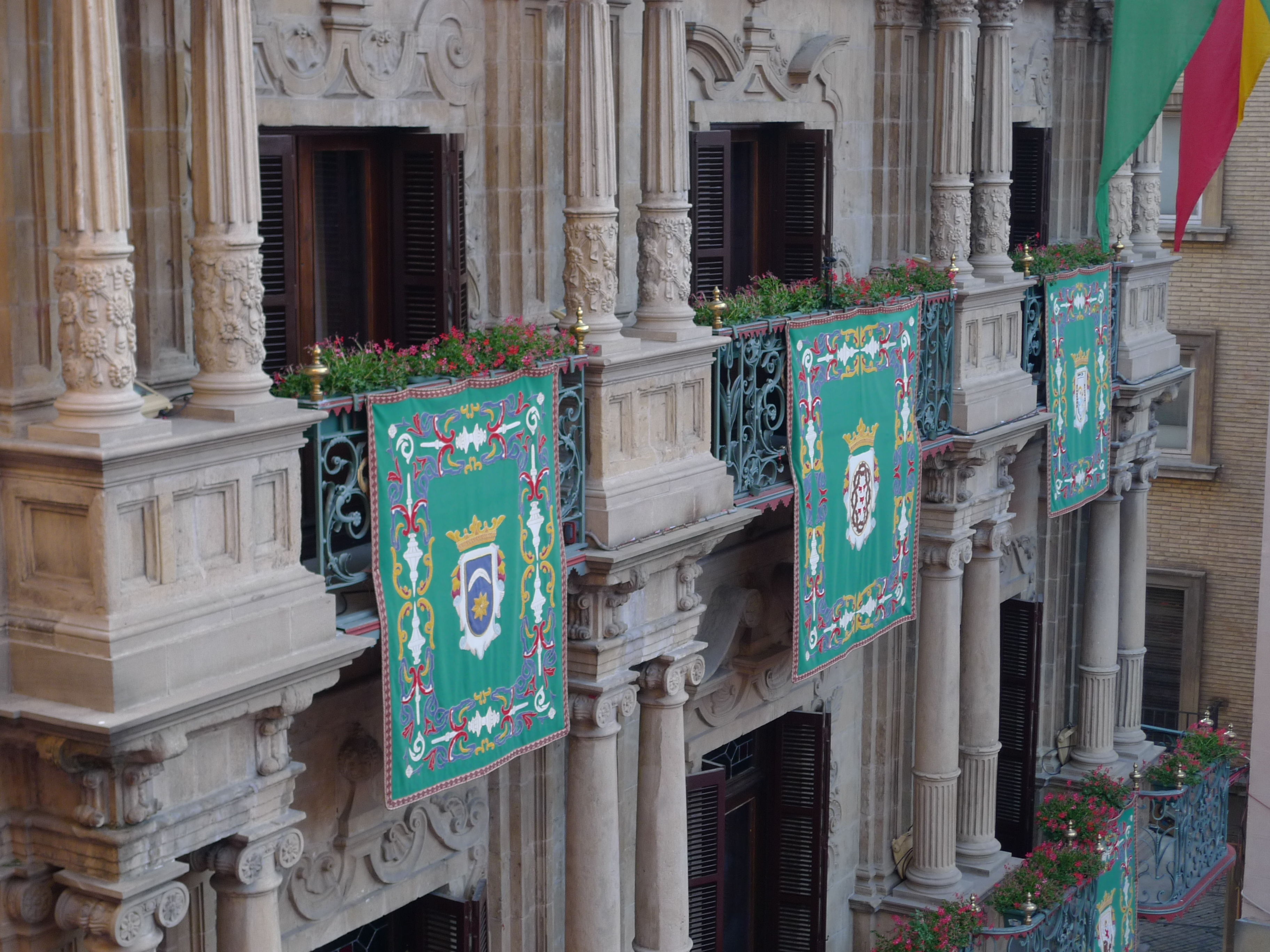
A fachada da sede do Ayuntamiento durante os Sanfermines.

O "Plenário Municipal" (em espanhol: Pleno Municipal) é o «órgão de máxima representação política da cidadania no governo municipal, sendo configurado como órgão de debate e de adoção das grandes decisões estratégicas através da aprovação dos regulamentos de natureza orgânica e de outras normas gerais, dos orçamentos municipais, dos planos de ordenação urbanística, das formas de gestão dos serviços, etc., e de controlo e fiscalização dos outros órgãos do governo municipal.» As atribuições das diferentes áreas do governo são aprovadas pelo Plenário Municipal, o qual é presidido pelo alcaide (ou alcaidesa) e é integrado pelos 27 vereadores (concejales) do ayuntamiento. As sessões ordinárias realizam-se duas vezes por mês no Salão de Plenários da Casa Consistorial.
No início de 2011, a distribuição de vereadores do Plenário Municipal por partidos políticos era a seguinte: 12 da União do Povo Navarro (UPN); 8 do Nafarroa Bai (NaBai); 4 do Partido Socialista de Navarra (PSN); 3 independentes. Destes últimos um é dissidente da UPN, tendo aderido ao Partido Popular de Navarra (PPN), e dois pertenciam à Ação Nacionalista Basca (em castelhano: Acción Nacionalista Vasca ou ANV; em basco: Eusko Abertzale Ekintza ou EAE), uma força política ilegalizada em 2008 por alegadamente estar ligada à organização terrorista ETA.

### Áreas do governo
O executivo municipal está organizado em 14 áreas, sendo cada uma delas da responsabilidade de um vereador da equipa do governo municipal. Cada área tem várias delegações de competências, as quais podem variar de um mandato para outro. Atualmente (maio de 2011) as áreas e respetivas competências são as seguintes:
- Bem estar social e desporto — Prestação de serviços sociais aos cidadãos com necessidades específicas; promoção de programas de apoio ao desporto e manutenção das instalações desportivas.[4]

- Comércio e turismo e igualdade — Promoção da atividade comercial, do turismo e da imagem da cidade a nível nacional e internacional; promoção da igualdade entre os cidadãos em geral e das mulheres em particular.[5]

- Conservação urbana  — Manutenção em bom estados das vias públicas, incluindo pavimentos, mobiliário urbano, limpeza, acessibilidades, parques de estacionamento, zonas verdes, edifícios municipais, etc.[6]

- Cultura — Coordenação das atividades culturais geridas pelo município. Em coordenação com outras áreas municipais planeia, executa e avalia o programa das Festas de São Firmino.[7]

- Desenvolvimento sustentável — Vela para que as condições higiénico-sanitárias e do meio ambiente da cidade sejam as melhores possíveis, mediante ações de sensibilização, preventivas e corretivas.[8]

- Educação e juventude — Promoção do desenvolvimento integral das pessoas; apoio dos programas e iniciativas dos cidadãos no âmbito da educação e da juventude.[9]

- Finanças locais — Gestão das taxas municipais e da tesouraria municipal; realização de projetos e estudos orçamentais.[10]

- Mobilidade — Ordenação e regulação do espaço público para garantir a mobilidade, tanto de veículos como de peões, sinalização de tráfico, estacionamento e transporte de viajantes e mercadorias.[11]

- Participação cidadã e novas tecnologias — Fomento da participação dos cidadãos na vida do município; informação aos munícipes, gestão de subsídios a entidades privadas coletivas; promoção do uso de novas tecnologias e da modernização dos serviços municipais.[12]

- Presidência — Gestão dos recursos humanos do ayuntamiento; apoio administrativo aos serviços municipais; celebração de casamentos civis e gestão dos processos eleitorais.[13]

- Projetos estratégicos — Execução das obras promovidas pelas diferentes áreas municipais; realização de estudos e elaboração de projetos estratégicos e convencionais.[14]

- Segurança dos cidadãos — Proteção do exercício de liberdades e garantia da segurança de pessoas e bens; prevenção e minimização das consequências de possíveis situações de emergência; Polícia Municipal e proteção civil.[15]

- Urbanismo e habitação — Planeamento e gestão da ordenação urbana; gestão da política municipal de habitação; licenciamento e controlo da legalidade urbanística.[16]

- Gabinete de Alcaldía — Apoio ao trabalho do(a) alcaide(sa) (assessoria técnica e secretariado); protocolo e relações institucionais.[17]

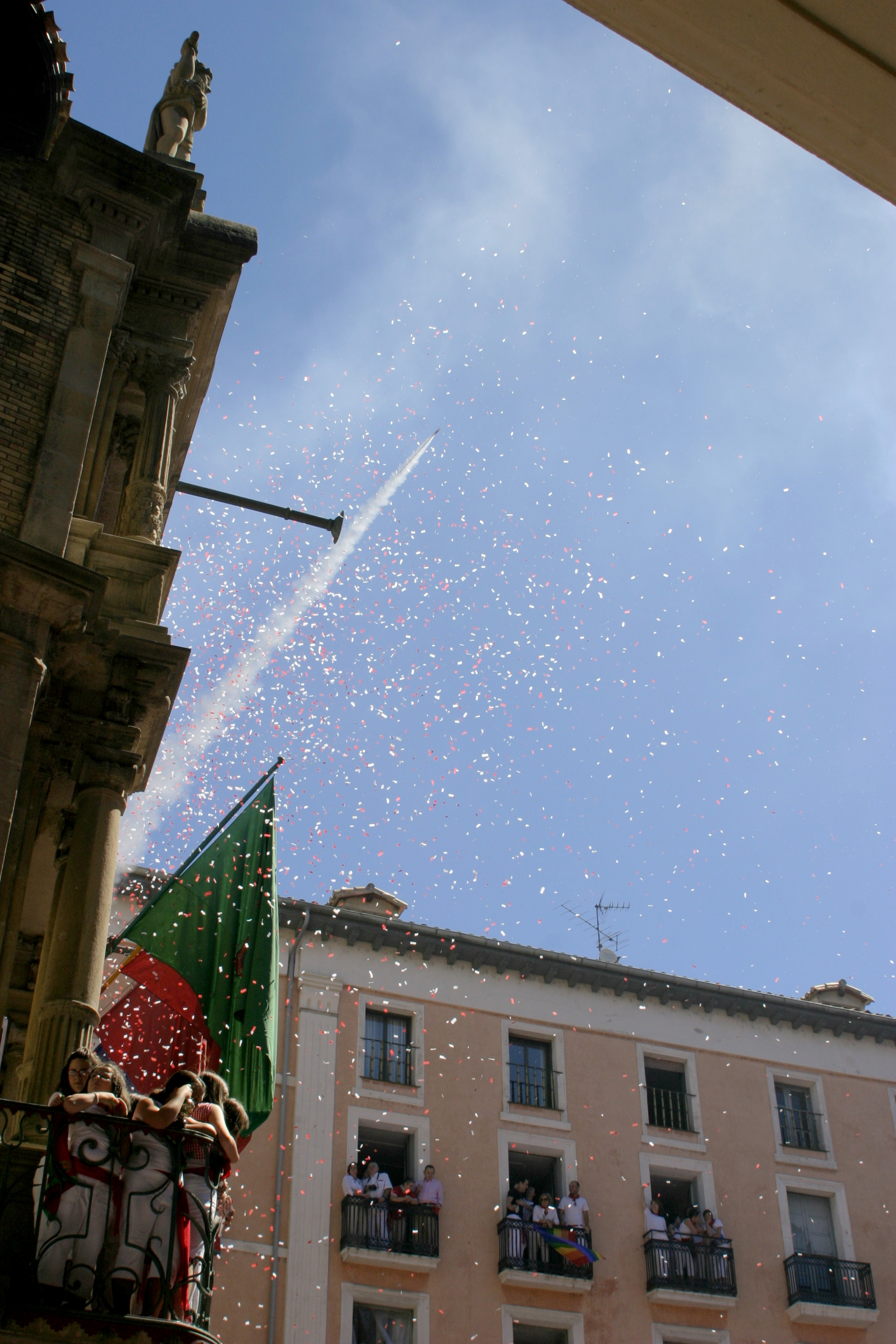
Lançamento de uma das varandas da Casa Consistorial do chupinazo, o foguete que assinala o começo dos Sanfermines, ao meio-dia de 6 de julho.

### Comissões municipais
- Serviços aos cidadãos
- Urbanismo
- Presidência e contas

### Organismos autónomos
- Escolas infantis municipais
- Gestão de urbanismo

## Alcaides
| Lista de alcaides desde o início da democracia | Lista de alcaides desde o início da democracia | Lista de alcaides desde o início da democracia |
| Mandato                                        | Alcaide                                        | Partido                                        |
| ---------------------------------------------- | ---------------------------------------------- | ---------------------------------------------- |
| 1979-1983                                      | Julián Balduz Calvo                            | Partido Socialista de Navarra (PSN-PSOE)       |
| 1983-1987                                      | Julián Balduz Calvo                            | PSN-PSOE                                       |
| 1987-1991                                      | Javier Chourraut Burguete                      | União do Povo Navarro (UPN)                    |
| 1991-1995                                      | Alfredo Jaime Irujo                            | UPN + Partido Popular (PP)                     |
| 1995-1999                                      | Javier Chourraut Burguete                      | Convergência de Democratas de Navarra (CDN)    |
| 1999-2003                                      | Yolanda Barcina Angulo                         | UPN + PP                                       |
| 2003-2007                                      | Yolanda Barcina Angulo                         | UPN + PP                                       |
| 2007-2011                                      | Yolanda Barcina Angulo                         | UPN                                            |